# Stazione di Castiglione Cosentino
La stazione di Castiglione Cosentino è una stazione ferroviaria di diramazione di RFI posta alla confluenza delle linee Paola-Cosenza e Cosenza-Sibari condividendo il tratto comune ad entrambi i tracciati con lo scalo cosentino.
La stazione è situata a 180 metri s.l.m. a Rende (quartiere Quattromiglia). Le stazioni più vicine sono Paola, Cosenza, Montalto-Rose (sulla linea per Sibari) e la dismessa stazione di Rende, quest'ultima sulla vecchia linea a cremagliera per Paola.
Sebbene lo scalo ferroviario ricada nel comune di Rende, esso ha mantenuto l'originaria denominazione, mentre Rende era servita da un impianto ormai dismesso. Nel 1879, anno in cui  venne inaugurato, Quattromiglia era un'area prettamente agricola e il centro urbano più vicino allo scalo era proprio quello di Castiglione Cosentino. Oggi l'attuale denominazione della stazione genera confusione nei viaggiatori, poiché essa sorge nel pieno centro di Quattromiglia, il più popoloso dei centri abitati che afferiscono al comune di Rende.

## Storia
La stazione di Castiglione Cosentino venne aperta all'esercizio nel 1879 contestualmente all'attivazione dell'ultima tratta della Ferrovia Cosenza-Sibari che permetteva il collegamento del cosentino con le città e i mercati posti più a nord. La ferrovia infatti trovava a Sibari coincidenza con i treni della linea Jonica sia verso il sud e Reggio Calabria che verso il nord con Taranto e l'Adriatica. Nel 1915 venne ultimata la difficile linea a cremagliera per Paola che attuava il collegamento con la linea tirrenica e con tutte le località raggiungibili con essa; la confluenza della nuova linea venne realizzata a nord della stazione esistente ampliandone il fascio binari.  La stazione divenne di conseguenza una stazione di diramazione. Con la costruzione della nuova ferrovia Paola-Cosenza, attivata il 31 maggio 1987, e l'elettrificazione la stazione ha subito adeguamenti tecnici e strutturali.

## Strutture e impianti

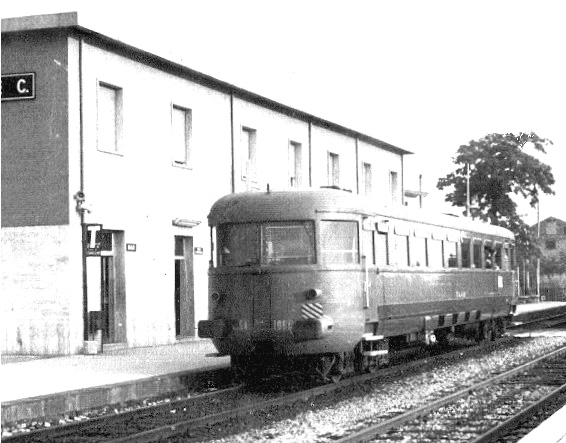
La stazione di Castiglione Cosentino nel 1970 con ALn 64 in sosta

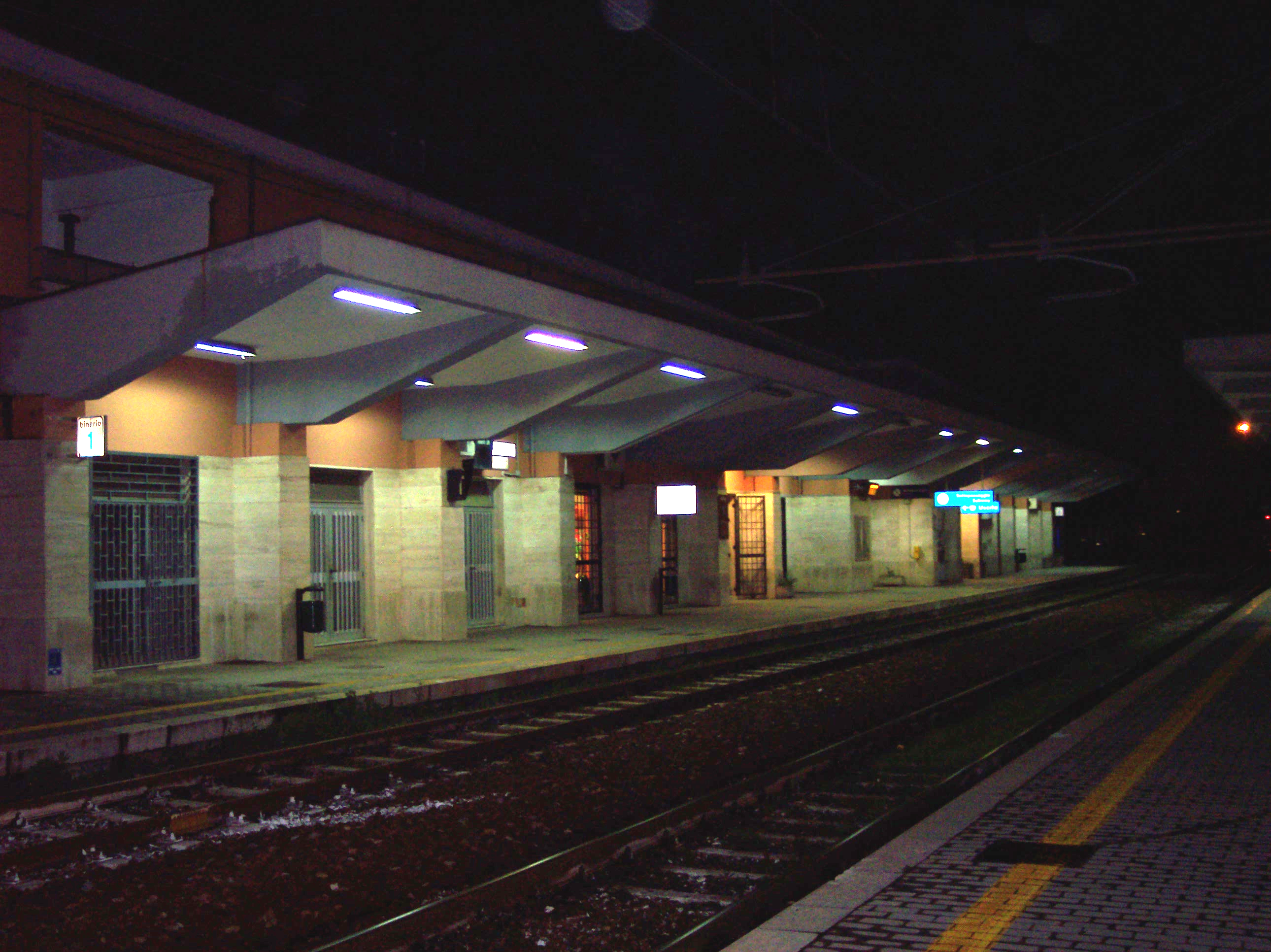
Vista del fabbricato viaggiatori

La stazione consta di un fabbricato viaggiatori di linea squadrata a due piani e sette luci posto ad ovest dei binari. Il fascio binari è composto di cinque binari atti al servizio viaggiatori di cui due di corretto tracciato e altri a servizio del piccolo scalo merci. In seguito al potenziamento conseguente alla costruzione della nuova linea per Paola sono state costruite le pensiline e i sottopassaggi mancanti in origine. 
L'importanza dell'impianto deriva dalla sua funzione di collegamento ferroviario del comprensorio cosentino con le due direttrici tirrenica e jonica; è infatti una stazione di diramazione.

## Movimento

### Trasporto regionale
La stazione è servita da treni Regionali che collegano Castiglione Cosentino con:
- Paola
- Cosenza
- Sibari
- Reggio Calabria Centrale
- Melito di Porto Salvo
- Sapri
- Napoli Centrale
- Salerno

## Servizi
La stazione dispone di:
- Biglietteria a sportello e automatica
- Sottopassaggio
- Servizi igienici
- Fermata autolinee urbane e interurbane
- Stazione taxi
- Annunci sonori arrivi e partenze treni

## Interscambi
La stazione è collegata all'Università della Calabria e alla città di Cosenza tramite le autolinee urbane di Cosenza.